# 其尼瓦克宾馆
其尼瓦克宾馆位于喀什市喀什色满路144号。是在1908年英国驻喀什噶尔领事馆基础上扩建而成的。其名称“其尼瓦克”取英语“Chinese park”的音译。